# Ракель Велч
Джо Ракель Техада (англ. Raquel Welch; 5 вересня 1940, Чикаго, Іллінойс — 15 лютого 2023, Лос-Анджелес, Каліфорнія), у шлюбі Велч — американська акторка, модель та письменниця. Секс-символ 1970-х років. Лауреатка премії «Золотий глобус».

## Життєпис
Джо Ракель Техада народилася у Чикаго в родині англійки та болівійця. З юних років відрізнялася артистичністю і вже з 19-ти років стала виступати в аматорському театрі.
У 1959 році одружилася з Джеймсом Велчем, прізвище якого стала використовувати у своїй подальшій кар'єрі. Разом з чоловіком вона влаштувалася в Сан-Дієго, де стала працювати ведучою прогнозу погоди на місцевій телестанції. Обтяжена вихованням двох дітей і роботою, Велч була змушена покинути Університет штату Каліфорнія в Сан-Дієго, так і не здобувши освіти. Після розлучення вона забрала з собою дітей і перебралася в Даллас, де стала заробляти на життя, беручи участь в модних показах фірми «Neiman Marcus».
Досягнувши певного успіху, вона з упевненістю вирушила до Голлівуду, де з 1964 року стала отримувати перші ролі в кіно. Популярність до неї прийшла в 1966 році після ролей у фільмах «Фантастична подорож» і «Мільйон років до нашої ери» (1966). Наступні її ролі на великому екрані не принесли їй великого успіху, оскільки сексуальну акторку не сприймали на серйозних ролях. Винятком для неї стала роль Констанції Бонасьє у фільмі «Три мушкетери» (1973), за яку вона була удостоєна премії «Золотий глобус».
Її приємна зовнішність і слава привели акторку в 1970-х роках на обкладинки «Playboy», який назвав Велч «найбажанішою жінкою 1970-х». Крім цього Велч неодноразово з'являлася на телебаченні, будучи деякий час ведучою власного телешоу, а також брала участь в музичних шоу в Лас-Вегасі.
Ракель Велч померла 15 лютого 2023 року в себе вдома у Лос-Анджелесі, Каліфорнія, у 82-річному віці від зупинки серця після нетривалої хвороби.

## Вибрана фільмографія
- 1966 — Фантастична подорож / Fantastic Voyage
- 1966 — Мільйон років до нашої ери / One Million Years B.C.
- 1969 — Чарівний християнин
- 1973 — Три мушкетери
- 1974 — Чотири мушкетери
- 1977 — Потвора
- 1977 — Принц та жебрак
- 1996—2000 — Сабріна — маленька відьмочка
- 2001 — Білявка в законі
- 2013 — Будинок Версаче